# Gericht auf der Schwalm
Das Gericht auf der Schwalm war ein historischer Gerichtsbezirk auf einem Teil des Gebiets der heutigen Gemeinde Wabern im nordhessischen Schwalm-Eder-Kreis.

## Geschichte
Das landgräflich-hessische Gericht wird im Jahre 1462 erstmals urkundlich erwähnt und wurde nach dem Erwerb der Falkenberger Dörfer Caßdorf, Hebel, Lendorf, Mardorf, Mühlhausen und Uttershausen durch Landgraf Ludwig I. gleichzeitig mit dem in Hebel tagenden Gericht auf der Efze gebildet. Es umfasste die drei Dörfer Wabern, Zennern und Uttershausen und gehörte zum Amt Homberg. Caßdorf, Hebel, Lendorf, Mardorf und Mühlhausen bildeten das Gericht an der Efze, ebenfalls unter dem Amt Homberg. Spätestens ab 1557 und bis 1606 tagten die Gerichte auf der Schwalm und auf der Efze gemeinsam in Hebel.
In Berichten aus den Jahren 1575 bis 1585 wird das Gericht als „der Stuel uf der Schwalm“ bezeichnet, und ab 1742 wurde es „Grebenstuhl Wabern“ genannt.
Beim Beginn der napoleonischen Herrschaft zur Zeit des Königreichs Westphalen wurde das Gericht aufgelöst und die drei Dörfer gehörten von 1807 bis 1813 zum Kanton und Friedensgericht Wabern, gemeinsam mit den Dörfern Betzigerode mit Wenzigerode, Gombeth, Großenenglis, Kerstenhausen, Kleinenglis, Udenborn mit der Kalbsburg sowie Ungedanken mit Rothhelmshausen.

## Ende
Mit dem Untergang des Königreichs Westphalen nach der Völkerschlacht bei Leipzig wurde diese Regelung rückgängig gemacht und das Kurfürstentum Hessen führte 1814 das Amt Homberg mit dessen Untergerichten wieder ein. Die kurhessische Verwaltungsreform von 1821, die Verwaltung und Justiz voneinander trennte, bedeutete schließlich das Ende des Gerichts auf der Schwalm. Wabern und Zennern kamen verwaltungsmäßig zum Kreis Fritzlar und hinsichtlich der Rechtsprechung zum Justizamt Fritzlar; Uttershausen kam zum Kreis Homberg und zum Landgericht Homberg.
Heute erinnern nur noch die Flurnamen „Galgenacker“ in der Gemarkung Uttershausen und „beim halben Galgen“ in der Gemarkung Zennern an das ehemalige Gericht.